# 보석글
보석글은 1985년에 대한민국의 삼보 컴퓨터에서 출시한 IBM PC용 한글 워드 프로세서이다. 보석글은 티메이커 리서치(T/Maker Research)라는 회사의 소프트웨어 기능의 일부분을 수정해 한글화한 것으로 완전한 의미의 한국산 워드프로세서는 아니다. 보석글 출시 당시에는 한글 코드 KSC-5601-87은 2350자의 완성형 한글을 표현할 수 있었으나 보석글은 1만 1172자의 조합형 한글을 출력할 수 있었다. 그러나 한글 고어와 논문에 자주 쓰는 단위 등을 표지하지 못했고 한자 표현도 일부만 가능해서 한글 코드에 한계점을 비쳤다.
삼보 컴퓨터는 일본 엡손과 합작해서 프린터를 판매하였기 때문에, 보석글과 엡손 프린터를 쓰는 경우 한글을 출력하기 쉬워서 당시 9핀 EPSON 도트 매트릭스 기종이 프린터 시장을 장악할 만큼 큰 인기를 모은 워드프로세서였다. 사용한 커서는 ‘다음 명령은?’(What Next?)이며 초기 보석글 워드 프로세서에서는 삼보에서 만든 한글 입력기가 꼭 있어야 했기 때문에 도깨비 등의 한글 입력기로는 보석글의 한글을 볼 수 없었다.

## 보석글 II
피터 로젠과 하이디 로젠 (Roizen)이 개발한 "T/Maker"라는 (CP/M과 MS-DOS용) 영문 워드 프로세서를 저작권 사용료를 주고 한글화한 워드프로세서이다. 보석글 II부터는 도움말을 프로그램 사용 중간에 불러 쓸 수 있었다. 도움말 화면을 보면서 그 중 필요한 명령을 실행하는 영문 워드 프로세서인 〈워드스타형 메뉴 방식〉과 단축키 형식의 〈명령어 방식〉의 사용법이 있었다.

## 명령어의 예
- Alt+F9 - 한글 모드
- Alt+F10 - 영문 모드
- Data B: B 드라이브 불러오기
- G+파일이름: 디스켓의 파일을 버퍼로 복사
- 프린트 명령은 (명령어 모드에서??)맨 앞에 마침표(.)를 써서 시작( .new (새 페이지로: FF Form Feed)